# Amphicaryon peltifera
Amphicaryon peltifera är en nässeldjursart som först beskrevs av Ernst Haeckel 1888.  Amphicaryon peltifera ingår i släktet Amphicaryon och familjen Prayidae. Inga underarter finns listade i Catalogue of Life.